# Onze-Lieve-Vrouw-Bezoekingkerk (Oosterwijk)

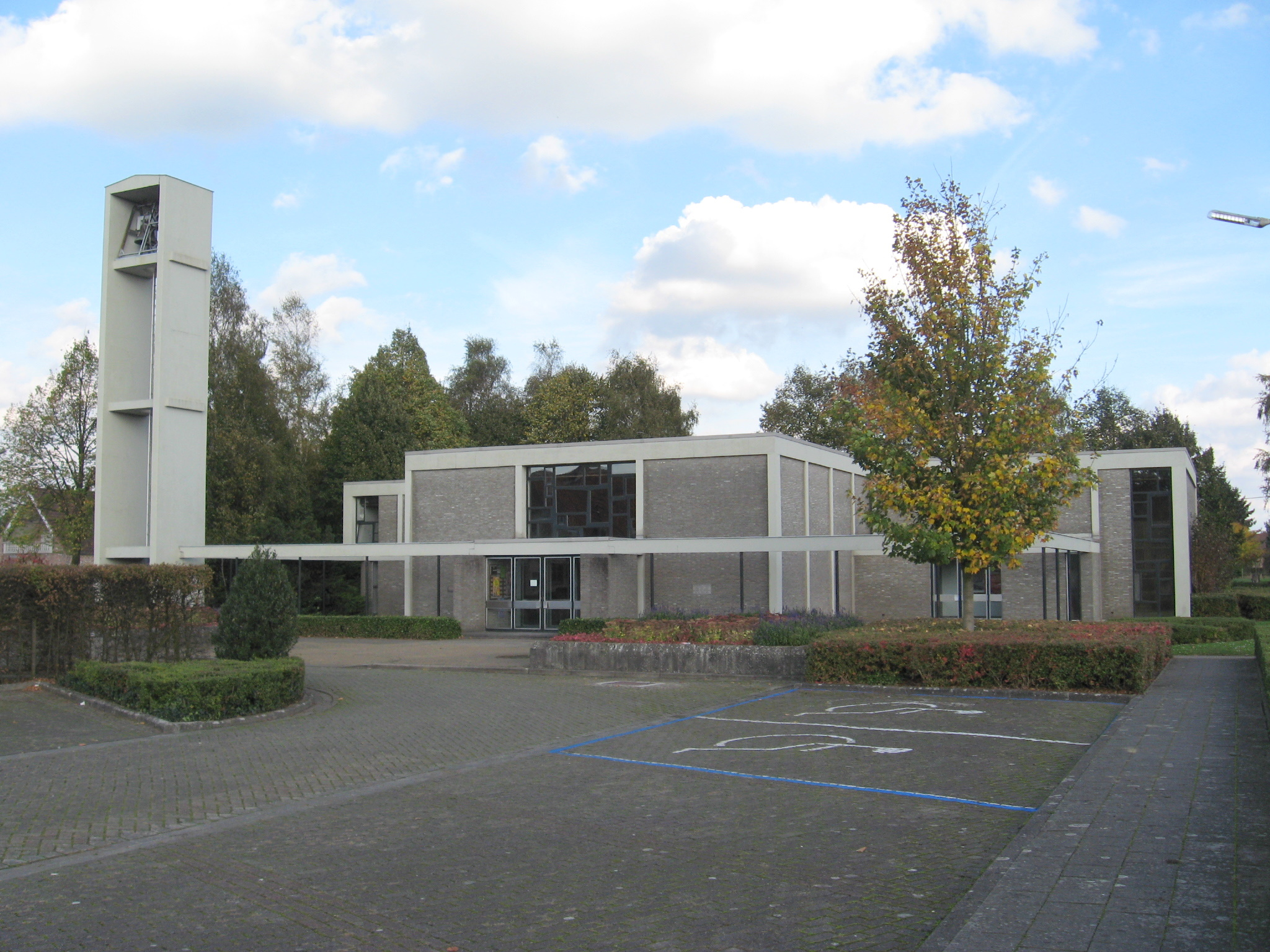
Onze-Lieve-Vrouw Bezoekingkerk

De Onze-Lieve-Vrouw-Bezoekingkerk is de parochiekerk van de tot de Antwerpse gemeente Westerlo behorende plaats Oosterwijk, gelegen aan Kerkhofstraat 14.
Pas in 1936 werd Oosterwijk een zelfstandige parochie. De huidige kerk werd gebouwd in 1968 en 1969 naar ontwerp van Paul Beniest.
De kerk werd gebouwd in de stijl van het naoorlogs modernisme. De kerk heeft een plat dak en rechthoekige onderdelen, in betonskeletbouw met invulling van bakstenen. Er is een losstaande open klokkentoren, eveneens in beton.
Typerend is een soort betonnen band op zuiltjes die om de voorkant van het kerkgebouw heen loopt en ook de klokkentoren hiermee verbindt.